# Meanwhile
Meanwhile je první album německé skupiny Celebrate the Nun. Bylo vydáno roku 1990 a je na něm 12 písniček.

## Seznam skladeb
1. Ordinary Town – 4:15
2. My Jealousy – 4:31
3. Will You Be There – 3:29
4. Maybe Tomorrow – 3:54
5. Don't You Go – 3:52
6. She's A Secretary – 3:07
7. Cry No More – 4:06
8. Stay Away – 4:34
9. Could Have Been – 3:48
10. So – 4:25
11. Unattainable Love – 4:35
12. Strange – 5:08